# Убей меня, исцели меня
«Убей меня, исцели меня» (кор. 킬미, 힐미, Килльми, хильми от англ. Kill Me, Heal Me) — южнокорейский телесериал 2015 года. В главных ролях Чжи Сон, Хван Чжоны́м, Пак Соджу́н, О Минсок и Ким Юри́. Выход в эфир с 7 января по 12 марта 2015 года, на MBC. Чжи Сон и Хван Джоным уже играли вместе в главных ролях в сериале 2013 года «Секрет», а в дораме «Она была красивой» Хван Джоным исполнила главную роль уже в паре с Пак Соджуном.

## Сюжет
Главный герой Ча Дохён в результате детской травмы, начинает страдать расщеплением личности, к тому же он не помнит год из своего детства. После приезда в Корею он встречает женщину-психиатра О Риджин, которая становится его тайным врачом. Тогда же он начинает вспоминать, что же с ним произошло. А ключом к его потерянной памяти является О Риджин.

## Личности Ча Дохёна
- Ча Дохён — 28-летний добрый и мягкосердечный человек, может протянуть руку помощи другим. 11 лет назад понял, что страдает от диссоциативного расстройства личности, отчаянно пытается скрыть факт болезни от друзей и семьи.
- Син Сэги́ — ровесник Дохёна. Несдержанный парень с жестоким характером. Появляется когда Ча Дохён подвергается насилию. Никогда не проявляет жестокости по отношению к женщинам и детям. Сэ Ги забрал на себя всю боль До Хёна, поэтому он единственный у кого сохранились воспоминания о прошлом. Его первая любовь О Риджин.
- Перри Пак — мужчина лет сорока, любит рыбалку, танцевать и делать бомбы. Он говорит на диалекте провинции Чолладо. Олицетворяет отца главного героя, когда тот сменил имя и стал жить свободно, так как Перри тоже хочет лодку с названием «Перри Пак».
- Ан Ёсо́п — 17-летний подросток с суицидальными наклонностями. Очень умён, любит классическую музыку и живопись, в одной из серий проявляет желание писать стихи. Ёсоп — брат-близнец Ан Ёны.
- Ан Ёна́ — озорная 17-летняя девушка. Общительная, открытая, развязная и влюбчивая. Сестра близнец Ан Ёсопа. Появляется когда Ча Дохён находится в стрессовом состоянии, и нуждается в побеге. Влюблена в О Риона.
- Нана — 7-летняя девочка, её медведя зовут Нана. Олицетворяет девочку в подвале, с которой в детстве играл Ча Дохён.
- Мистер Икс — таинственная личность. Его возраст неизвестен. Его можно увидеть только в заключительной серии. Носит мантию и цилиндр, в руках трость. До Хён сказал, что Мистер Х выглядит как волшебник. Олицетворяет настоящего отца Наны.

## В ролях
- Чи Сон[англ.] — Ча Дохён и все его личности
- Хван Джон Ым[англ.] — О Риджи́н, врач-психиатр, первый год проходит интернатуру. Девушка с взрывным характером. Становится тайным психиатром Ча Дохёна и постепенно влюбляется в него.
- Пак Со Джун — О Рио́н. Старший брат О Риджин. Притворяется бестолковым, хотя на самом деле является известным писателем под псевдонимом «О Мега».
- О Мин Сок[кор.] — Ча Киджу́н: Президент компании «ID Entertainment», уверенный и компетентный. Конкурент Ча Дохёна как наследник семейной компании.
- Ким Ю Ри[англ.] — Хан Чеён, подруга детства и первая любовь Ча Дохёна. Была невестой Ча Киджуна.
- Ким Сыльги (김슬기) — пациентка психиатрического отделения, которая всё время сбегает

## Рейтинги
| Эпизод #         | Дата трансляции  | Средняя доля аудитории | Средняя доля аудитории                  | Средняя доля аудитории | Средняя доля аудитории                  |
| Эпизод #         | Дата трансляции  | TNmS рейтинги          | TNmS рейтинги                           | AGB Nielsen рейтинги   | AGB Nielsen рейтинги                    |
| Эпизод #         | Дата трансляции  | Общий                  | Сеульский Национальный Столичный Регион | Общий                  | Сеульский Национальный Столичный Регион |
| ---------------- | ---------------- | ---------------------- | --------------------------------------- | ---------------------- | --------------------------------------- |
| 1                | 7 января 2015    | 8.7 % (20th)           | 11.1 % (12th)                           | 9.2 % (15th)           | 10.3 % (13th)                           |
| 2                | 8 января 2015    | 8.0 %                  | 11.2 % (10th)                           | 8.9 % (17th)           | 9.6 % (16th)                            |
| 3                | 14 января 2015   | 8.5 %                  | 11.3 % (9th)                            | 10.3 % (14th)          | 11.2 % (8th)                            |
| 4                | 15 января 2015   | 8.4 %                  | 10.4 % (19th)                           | 9.4 % (18th)           | 10.8 % (10th)                           |
| 5                | 21 января 2015   | 8.6 % (20th)           | 11.3 % (10th)                           | 9.5 % (16th)           | 10.5 % (11th)                           |
| 6                | 22 января 2015   | 9.2 % (17th)           | 12.3 % (8th)                            | 9.9 % (14th)           | 10.9 % (10th)                           |
| 7                | 28 января 2015   | 9.4 % (18th)           | 12.0 % (7th)                            | 9.6 % (14th)           | 10.6 % (10th)                           |
| 8                | 29 января 2015   | 9.8 % (14th)           | 12.3 % (7th)                            | 11.5 % (11th)          | 12.5 % (6th)                            |
| 9                | 4 февраля 2015   | 10.2 % (16th)          | 12.5 % (6th)                            | 10.5 % (12th)          | 11.3 % (9th)                            |
| 10               | 5 февраля 2015   | 10.9 % (14th)          | 13.5 % (6th)                            | 11.0 % (11th)          | 12.2 % (6th)                            |
| 11               | 11 февраля 2015  | 11.2 % (12th)          | 14.7 % (5th)                            | 10.9 % (12th)          | 12.0 % (6th)                            |
| 12               | 12 февраля 2015  | 10.2 % (14th)          | 14.1 % (6th)                            | 11.4 % (9th)           | 12.3 % (7th)                            |
| 13               | 18 февраля 2015  | 11.0 % (10th)          | 14.1 % (5th)                            | 10.3 % (9th)           | 11.1 % (7th)                            |
| 14               | 19 февраля 2015  | 10.1 % (9th)           | 13.2 % (4th)                            | 9.4 % (7th)            | 9.6 % (4th)                             |
| 15               | 25 февраля 2015  | 11.2 % (10th)          | 14.6 % (6th)                            | 10.5 % (9th)           | 11.3 % (8th)                            |
| 16               | 26 февраля 2015  | 10.7 % (13th)          | 12.8 % (8th)                            | 10.4 % (11th)          | 11.2 % (9th)                            |
| 17               | 4 марта 2015     | 12.1 % (8th)           | 15.0 % (6th)                            | 11.5 % (9th)           | 12.5 % (6th)                            |
| 18               | 5 марта 2015     | 10.6 % (10th)          | 13.0 % (7th)                            | 9.8 % (15th)           | 11.0 % (8th)                            |
| 19               | 11 марта 2015    | 10.7 % (11th)          | 13.4 % (7th)                            | 9.2 % (16th)           | 10.0 % (13th)                           |
| 20               | 12 марта 2015    | 10.5 % (13th)          | 13.1 % (7th)                            | 9.4 % (17th)           | 10.6 % (11th)                           |
| Среднее значение | Среднее значение | 10.0 %                 | 12.8 %                                  | 10.1 %                 | 11.1 %                                  |

## Список саундтреков
| №   | Название                                         | Исполнитель                     | Длительность |
| --- | ------------------------------------------------ | ------------------------------- | ------------ |
| 1.  | «환청» (Auditory Hallucination)                  | Jang Jae-in feat. NaShow (나쑈) | 3:29         |
| 2.  | «Healing Love»                                   | Luna and Cho-yi (LU:KUS)        | 4:11         |
| 3.  | «말할 수 없는 비밀» (Unspeakable Secret)         | Moon Myung-jin                  | 4:26         |
| 4.  | «이런 기분» (This Feeling)                       | Lee Yoo Rim                     | 3:34         |
| 5.  | «너를 보낸다» (Letting You Go)                   | Park Seo-joon                   | 4:07         |
| 6.  | «제비꽃» (Violet)                                | Ji Sung                         | 3:54         |
| 7.  | «환청 (Inst.)» (Auditory Hallucination)          | Jang Jae-in feat. NaShow (나쑈) | 3:29         |
| 8.  | «Healing Love (Inst.)»                           | Luna and Cho-yi (LU:KUS)        | 4:11         |
| 9.  | «말할 수 없는 비밀 (Inst.)» (Unspeakable Secret) | Moon Myung-jin                  | 4:26         |
| 10. | «이런 기분 (Inst.)» (This Feeling)               | Lee Yoo Rim                     | 3:34         |
| 11. | «Kill Me»                                        | Various Artists                 | 2:26         |
| 12. | «I am Shin Se-gi»                                | Various Artists                 | 3:39         |
| 13. | «Beyond Recollection»                            | Various Artists                 | 3:58         |
| 14. | «Freak»                                          | Various Artists                 | 2:17         |
| 15. | «Childhood»                                      | Various Artists                 | 2:01         |
| 16. | «Who Are You?»                                   | Various Artists                 | 2:37         |
| 17. | «Driving to the Past»                            | Various Artists                 | 3:40         |
| 18. | «I Am Cha Do Hyun»                               | Various Artists                 | 2:16         |
| 19. | «Heal Me»                                        | Various Artists                 | 2:46         |

## Ремейки
- Китайский телесериал «Человек с семью лицами» (Tencent, 2017).
- Гонконгский телесериал (TVB, 2018.)